# Harrah (Oklahoma)
Harrah – miasto w Stanach Zjednoczonych, w stanie Oklahoma, w hrabstwie Oklahoma.